# Regno di Frisia
Il Regno di Frisia, conosciuto anche con il nome di Magna Frisia, era un regno localizzato nella regione storica della Frisia, corrispondente approssimativamente alla zona costiera dei Paesi Bassi e il nord ovest della Germania, fondato approssimativamente verso l'anno 600. Il regno cessò la sua indipendenza dopo la battaglia del Boorne del 734, quando il suo re Bobbo (o Poppo) fu sconfitto dai Franchi. Da quel momento la Frisia entrò a far parte del Regno franco. Molti re hanno regnato sulla Frisia, ma la loro esistenza, eccetto pochi casi, non è mai stata provata sia perché le fonti sono basate su leggende sia perché manca una storiografia. I Frisi svolsero nel periodo immediatamente precedente e poi successivo alla conquista franca un ruolo importantissimo nel commercio. Questo ruolo inizia a risaltare nella storia soltanto da pochi decenni, in seguito alle scoperte archeologiche. Il centro principale all'epoca era Dorestad.

## Storia

### Periodo prima delle invasioni

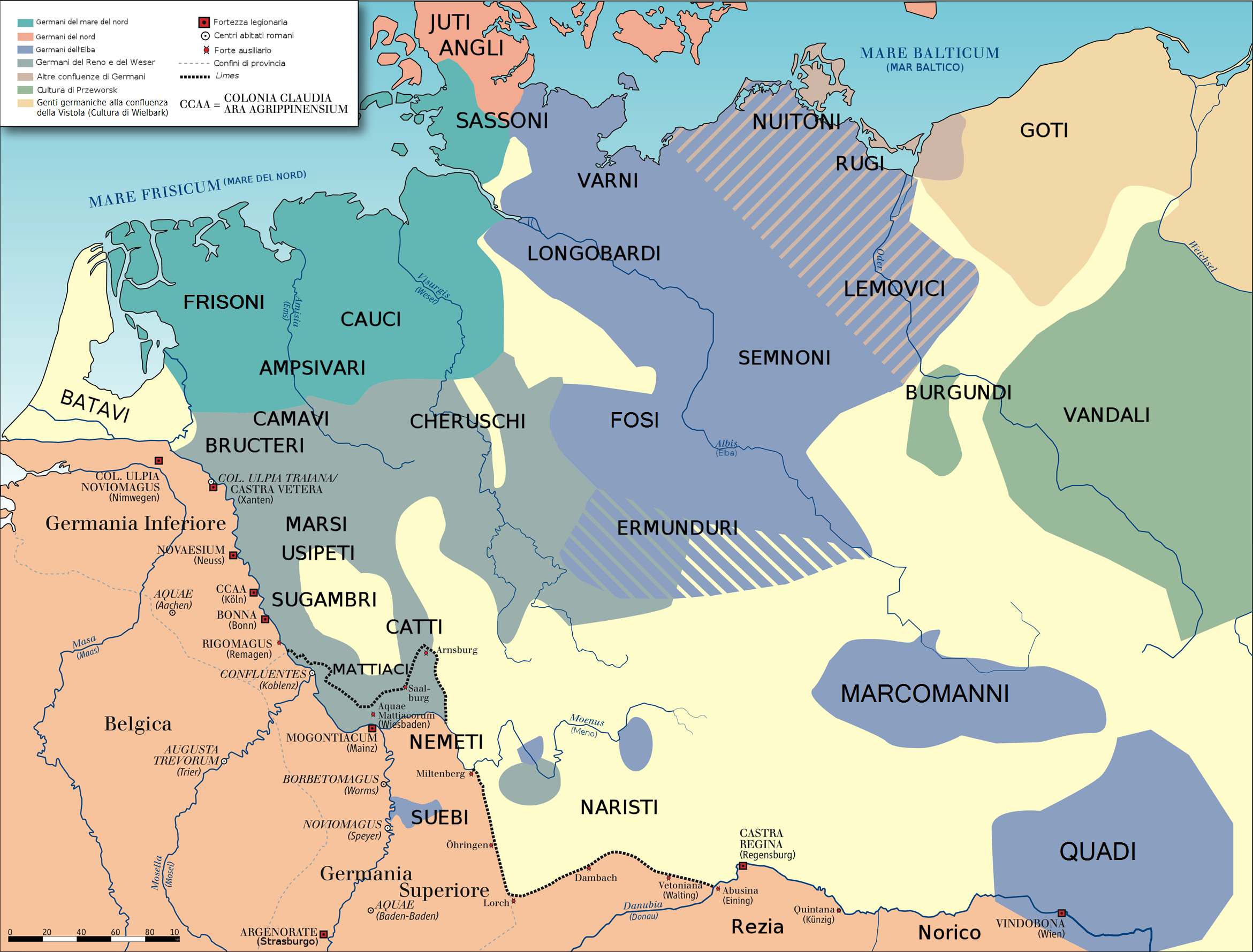
Popolazioni del Mare del Nord nel 50 d.C

Nel I secolo i Frisi (o Frisoni) erano una delle molte tribù germaniche stanziate sulle coste del Mare del Nord, nell'area compresa tra la Schelda e il Weser, nella Bassa Sassonia e nelle Isole Frisone (attuali Olanda e Germania). Tacito annovera i Frisoni tra gli Ingaevones. Erano vicini dei Batavi, a sud, e dei Sassoni e degli Juti, a nord. Tutti questi popoli condividevano la stessa cultura materiale e senza dubbio le stesse credenze, per cui archeologicamente può risultare difficile se non impossibile distinguere un gruppo dall'altro in questo determinato periodo. Nell'epoca augustea, durante la campagna militare di Druso Maggiore (12-9 d.C), i Frisoni entrarono nell'orbita dell'Impero.

### Periodo delle migrazioni
A partire dal V secolo si attestano le attività di piraterie dei Frisi. Favoriti dalla vicinanza del mare, si dedicarono sempre più alla pirateria, anche in associazioni con i Sassoni, gli Angli e gli Juti che nello stesso periodo migrarono via mare verso la Britannia abbandonata dai Romani. Nel VI secolo il Regno frisone giunse al suo massimo apice.
In questo periodo si devono forse collocare gli eventi narrati nel Beowulf. I Frisi sono l'unico popolo oltre i Geati ad avere nelle due sotto-trame del Beowulf un ruolo di protagonisti. Il Frammento di Finnsburg e la spedizione di Hygelac si svolgono infatti in Frisia all'inizio del VI secolo.
Nel 600 c. viene collocato Audulf, il primo re conosciuto della Frisia. Il territorio che controllava probabilmente corrisponde all'odierna Olanda centrale, tra i fiumi Reno e Mosa. Non esiste alcuna menzione scritta di Audulf: l'unica attestazione proviene da alcune monete d'oro (bracteati) ritrovate a Escharen e in Inghilterra, datate tra 600 e 630. Nel 2006 venne ritrovato, a Wijnaldum, un conio con la dicitura AUDWULF FRISIA. L'ultimo reperto che potrebbe attestare l'esistenza di questo re, altrimenti sconosciuto, è un'altra monete, rinvenuta all'interno di un tesoro, con la scritta VICTORIA AUDUFO. Si suppone che la moneta sia stata coniata da un popolo, probabilmente i Franchi, che avevano riportato una vittoria contro questo re.

#### Spedizione di Hygelac
Gregorio di Tours nella Historia Francorum menziona una razzia condotta nel 516 sotto il comando di un certo Chlochilaicus, re dei Danesi.

### Regno di Frisia (600-734 c.)
Soltanto tre re sono conosciuti per questo periodo: Aldgisl, Redbad (in italiano Redbaldo) e Poppo (o Bobbo o Bubo a seconda delle fonti). I titolo assegnati a questi tre capi in realtà variano a seconda delle fonti. I franchi erano soliti identificarli come duces, forse seguendo un termine locale assimilabile all'anglo-sassone ealdorman o allo jarl norreno. Non esistono fonti frisie che possano darci l'indicazione di come questi tre fossero identificati.
Aldgisl regnò approssimativamente nel 678, ma ignoriamo quando sia iniziato il suo potere e quando terminò. Redbad fu re solo due anni dopo questa data, tuttavia rimane impossibile dire in che rapporto siano i due sovrani. Aldgisl era contemporaneo del re Franco Dagoberto II e dalla Vita Sancti Wilfrithi sappiamo che ospitò il santo northumbro Wilfrid nella sua residenza, probabilmente Utrecht. Secondo il biografo di Vilfrido, Aldegisl incoraggiò il santo a evangelizzare i Frisoni e pare che moltissimi capi si lasciarono convertire. Probabilmente lo stesso Aldgisl fu battezzato.
Redbad fu il successore di Aldgisl e un convinto pagano. Il suo obiettivo era sradicare il Cristianesimo dalla Frisia, il che significava ridurre il potere dei Franchi sul regno. Nel 689 però Redbad venne sconfitto dal maestro di palazzo Pipino di Herstal nella battaglia di Dorestad, sancendo la cessione della Frisia Occidentale (Frisia citerior) al regno Franco. Negli anni tra 690 e 692 anche Utrecht, che pare fosse la sede dei re, cadde nelle mani di Pipino, aprendo ai Franchi l'importante via commerciale del nord che già avevano acquisito proprio con la conquista di Dorestad. Redbad si ritirò, forse nella zona oggi considerata Frisia olandese. Nel 711 si tenne il matrimonio tra Thiadsvind (o Theudesinda), figlia di Redbad, e Grimoaldo il Giovane, figlio di Pipino. Quando Pipino morì nel 714 Redbad colse l'occasione per riprendersi il potere. Cacciò Wilibrord, che aveva fondato un vescovado in Frisia, ma venne sconfitto a Colonia da Carlo Martello. Morì nel 719.

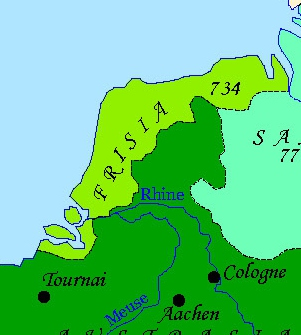
Il Regno di Frisia nel 734.

Poppo fu l'ultimo re frisone. Come Redbad, anche lui era pagano e non riconosceva il potere dei Franchi sul proprio regno. Nel 733 si verificò una ribellione a Westergoa, soppressa da Carlo Martello che costrinse gli abitanti a cedere ostaggi e convertirsi. L'anno successivo (734) scoppiò un'altra rivolta, questa volta capeggiata dal re Poppo, che si scontrò con Carlo Martello nella battaglia di Boarn. Poppo morì in battaglia.

### Periodo post-conquista
La Frisia venne annessa al regno Franco e ceduta a governatori con il titolo di grewan, conti (comites) nel vero senso del termine e non signori feudali. Nel 785, sotto il regno di Carlo Magno venne redatta la Lex Frisionum, un codice di leggi che divideva il popolo in quattro classi sociali: etheling (nobili), friling (liberi), liten (semiliberi) e schiavi. In questo periodo si afferma il potere di Dorestad come centro commerciale della regione, il cui potere durerà fino al 863.
Dopo la conquista franca i Frisi si ribellarono molte altre volte.
Nel 754 il primo vescovo frisio, Bonifacio, promosse un raduno per convertire in massa un gran numero di persone, nelle vicinanze di Dokkum. Al raduno tuttavia giunsero gli abitanti armati che, arrabbiati con Bonifacio e i suoi seguaci per la distruzione dei santuari pagani, lo uccisero. Il suo biografo afferma che Bonifacio venne ucciso anche perché la gente credeva che nella sua cesta portasse oro, quando in realtà scoprirono che conteneva soltanto libri sacri.
Negli anni 782-785, contemporaneamente alle guerre franco-sassoni contro Vitichindo, scoppiò un'altra rivolta in Frisia, questa volta a est del fiume Lauwers. Carlomagno organizzò una repressione nel 783, ma nel 784 i Frisoni si allearono con Vitichindo. L'anno successivo vennero nuovamente colpiti dalla repressione di Carlomagno.
L'ultima rivolta avvenne nel 793. Sotto la guida di Unno ed Eilrad, la ribellione si sviluppò ancora nella regione del Lauwers per propagarsi in gran parte del territorio frisone. I ribelli riuscirono per breve tempo a scacciare i sacerdoti cristiani e a restaurare il paganesimo; ma poco tempo i Franchi sedarono la rivolta e riportarono la regione sotto il proprio controllo.

### Fonti primarie
- Gregorio di Tours, Historia Francorum
- Beowulf
- Vita sancti Wilfrithi
- Alcuino di York, Vita sancti Wilibrordi

### Fonti moderne
- Andrea Augenti, Città e porti dall'antichità al medioevo